# 단거리 이착륙기
단거리 이착륙기(短距離離着陸機, 영어: Short takeoff and landing, STOL)는 짧은 활주로 또는 저속으로도 이착륙할 수 있는 비행기를 말한다.
속도를 느리게 하면 균형을 잡기가 어렵다. 항공기는 엔진의 추력으로 기체가 앞으로 밀려 나가면 기체 둘레에 공기의 흐름이 생겨 윗면과 아랫면과의 압력 차가 양력이 되고, 날개 윗면의 커브가 크고 속도가 빠를수록 이 양력은 커진다.
단거리 이착륙 비행기는 저속으로 날아올라가고 내리기 때문에 양력을 다른 방법으로 늘려 주어야만 한다. 그 때문에 STOL기에서는 파워 드리프트 방식이 쓰이는데, 이것은 불필요해진 배기 가스를 이용하여 높은 양력을 얻는 방식으로 배기 가스가 날개 밑을 지나가든지, 가운데를 지나가든지, 위를 지나가든지 하는 3가지 방법이 고안되었다.
우선 배기 가스가 날개 밑을 지나는 EBF(Externally Blown Flap) 방식에서는 엔진의 위치는 보통의 제트기와 거의 같은데, 날개 밑을 빠져나간 배기 가스가 날개 후부에서 내려진 플랩을 따라서 흐른다. 미국의 맥도널 더글러스사가 1975년에 만든 YC－15가 이 EBF 방식이었는데 플랩에서 소음이 많이 나는 것이 문제점이다.
배기 가스가 가운데를 지나는 AW(Augmentor Wing) 방식은 팬 엔진의 분류(噴流)를 날개의 내부로 통하게 하여, 2중의 플랩 사이로 불어넣어, 둘레의 공기도 함께 플랩을 따라서 분출시키는 것이다. 캐나다 정부가 NASA와 협력하여 연구를 추진하고 있는데, 이 방법은 양력은 효율적으로 증가하지만 소음이 심하고 날개·엔진 등에 특수한 구조가 요구된다.
세 번째로, 엔진을 날개 위에 붙이는 USB(Upper Surface Blowing) 방식이 있다. 날개 뒤쪽의 플랩이 아래를 향해서 내려져 있으면, 배기 가스는 플랩 윗면의 곡률을 따라 아래쪽으로 흐른다. 이것은 제트의 특유한 현상으로 '코안다 효과'라 불리는데, 이것이라면 플랩이 소음을 내지 않고 양력이 비약적으로 증대한다. '보잉'사의 YC－14, NASA의 QSRA기에도 채택된 방식이다.

## 같이 보기
- 수직 이착륙기(VTOL)